# CERT-EE
CERT-EE (Computer Emergency Response Team for Estonia, CERT Эстонии) созданная в 2006 году компьютерная группа реагирования на чрезвычайные ситуации Эстонии, отвечающая за управление инцидентами в компьютерных сетях. Её задача — помочь эстонским интернет-пользователям в осуществлении профилактических мер с тем, чтобы уменьшить возможный ущерб от инцидентов и помочь им в ответ на угрозы безопасности. 
Ей было поручено отреагировать на компьютерные атаки на Эстонию после кампании по переносу Бронзового солдата в Таллине. В то время ей руководил Хиллар Аарелайд. 